# Portland Aerial Tram
Il Portland Aerial Tram è una funivia aerea che collega il quartiere di South Waterfront con l'Oregon Health & Science University nel quartiere di Marquam Hill di Portland.